# Белев Гьончо Георгієв
Белев Генчо Георгієв (нар. 24 червня 1889, Іхтіман — 24 січня 1963) — болгарський письменник. Член Болгарської комуністичної партії з 1944. Автор багатьох романів і збірок оповідань.

## Біографія
Літературну діяльність почав 1914 у газетах і журналах. На формування світогляду Белева великий вплив мали взаємини з Г. Бакаловим, Л. Стояновим та ін. У 1933 видав збірку оповідань «Фільм і кам'яне вугілля», 1936 — «Гребля тріщить». Белев — автор романів «Після іга» (1937), «Тріщина» (1939), трилогії «Випадки з життя Мінко Мініна» (1945—52; Димитровська премія).
З нагоди 125-річчя з дня народження Тараса Шевченка опублікував у спеціальному ювілейному виданні — однойменній газеті «Тарас Шевченко» — статтю «Вічний як народ». Один з авторів надісланого на початку травня 1939 року до спілки письменників СРСР присвяченого тій же даті листа групи болгарських письменників (Бакалов Георгій Іванов, Л. Стоянов, Т. Павлов, К. Зидаров та інші), в якому йшлося про значний вплив Шевченка на болгарську літературу ІІ половини 19 століття.